# Slovenska ljudska stranka
Slovenska ljudska stranka (SLS) je slovenska politična stranka, ki je bila uradno ustanovljena 12. maja 1988 kot Slovenska kmečka zveza in se kasneje preimenovala v SLS. Uvršča se na desno sredino, predsednica stranke je Tina Bregant.

## Zgodovina
27. junija 1992 se je preimenovala iz dotedanje Slovenske kmečke zveze - Ljudske stranke. Leta 2000 se je na kongresu v Ljubljani združila s Slovenskimi krščanskimi demokrati v SLS+SKD in s tem postala pravna naslednica istoimenske zgodovinske politične stranke. Decembra 2001 se je stranka spet preimenovala v SLS (Slovenska ljudska stranka).

### 2014
Na volitvah poslancev v Evropski parlament 2014 je bil 25. maja 2014 kot prvi iz vrst SLS za poslanca Evropskega parlamenta na skupni listi NSi in SLS izvoljen tedanji predsednik stranke in poslanec v Državnem zboru RS Franc Bogovič. Sledile so predčasne državnozborske volitve julija 2014, na katerih je Slovenska ljudska stranka za las zgrešila parlamentarni prag in izpadla iz parlamenta. Kljub temu pa je na lokalnih volitvah 2014 med slovenskimi političnimi strankami zmagala po številu županov slovenskih občin. Decembra 2014 je bil za predsednika izvoljen Marko Zidanšek.

### 2018
V parlament se ji ni uspelo vrniti niti na volitvah 2018, čemur je sledil odstop takratnega predsednika stranke Marka Zidanška. Vodenje je začasno prevzel Primož Jelševar, po odstopu so v stranki k vnovičnemu sodelovanju povabili Marjana Podobnika, ki je bil sicer leta 2016 izključen zaradi domnevnih kršitev strankinega statuta in kodeksa etičnega ravnanja. Na t.i. »spravnem« kongresu septembra 2018 je bil Podobnik kot edini kandidat izvoljen za predsednika.

### 2019
Na volitvah poslancev v Evropski parlament 2019 je bil za poslanca Evropskega parlamenta ponovno izvoljen Franc Bogovič, tokrat na skupni listi SDS in SLS.
Oktobra 2019 je SLS skupaj s Francem Kanglerjem ter podporo drugih strank in civilnih iniciativ organizirala protest Rešimo Slovenijo, kjer je več tisoč zbranih izrazilo nasprotovanje vladi in pozvalo k enaki obravnavi ter k pravični in pošteni državi.

### 2022
Januarja 2021 je stranka inicirala nastanek gibanja Povežimo Slovenijo, katerega pobudnica in koordinatorica je bila Nada Pavšer, podpredsednica stranke Zeleni Slovenije. Gibanje so poleg SLS in Zelenih sestavljale še stranke Konkretno, Nova socialdemokracija in Nova ljudska stranka. Na volitvah koaliciji strank ni uspel preboj v parlament, prejela je 3,4 % glasov in posledično kmalu tudi razpadla.
Julija 2022 je stranko na kongresu prevzel Marko Balažic. Na lokalnih volitvah je stranka osvojila največ županskih mest.

### 2024
Nosilec liste SLS-a za volitve v Evropski parlament 2024 je bil politični komentator, fizik in izredni profesor Peter Gregorčič. Kljub uvrstitvi na 4. mesto po preferenčnih glasovih Gregorčiču in stranki za las ni uspelo osvojiti mandata, kar je sprožilo spor v stranki. Na seji glavnega odbora v začetku julija naj bi prišlo do ostrega obračuna med Gregorčičem in predsednikom stranke Balažicem, v igri je bil tudi sklic izrednega kongresa in številni člani stranke, denimo iz pomurskih odborov, so izrazili prepričanje, da bi moral Gregorčič prevzeti vodstvo.
Septembra 2024 so se v stranki zavzeli za konsolidacijo in Gregorčiča povabili v stranko. Gregorčič je v odzivu navedel, da se je odzval povabilu na sejo izvršilnega odbora, a da predsednik Balažic ni predstavil svoje vizije potencialnega sodelovanja, prav tako člani izvršilnega odbora, ki da so raje izvedli osebne napade nanj. Oktobra je Peter Gregorčič po napetih več mesecih dokončno izključil možnost nadaljnjega sodelovanja z SLS, dejal je, da jo »obvladujejo ozke interesne skupine, ki jim ustreza šibko vodstvo, na ključne odločitve pa terenska mreža lokalnih odborov ne more vplivati.«

### 2025
Februarja 2025 je predsednik stranke Balažic podal predlog za sklic izrednega volilnega kongresa, z namenom umiritve nesoglasij in krepitve nadaljnjega delovanja. Kongres je potekal 26. aprila 2025, kandidaturo za predsednika so vložili dotedanji predsednik Marko Balažic, kandidatka na evropskih volitvah 2024 in nevrobiologinja Nina Strah ter zdravnica in ljubljanska mestna svetnica Tina Bregant. Slednja je dobila podporo nekdanjega evroposlanca Franca Bogoviča, medtem ko je Peter Gregorčič javno podprl Nino Strah.
Na kongresu sta Marko Balažic in Nina Strah pred glasovanjem umaknila kandidaturi. Slednja je želela, da izvršilni odbor delegatom preda določeno dokumentacijo, ker pa tega ni storil, je kongres zapustila v prepričanju, da je ta prirejen. Za novo predsednico je bila tako izvoljena Tina Bregant.

## Rezultati volitev

### Državnozborske volitve
Od leta 1992 do leta 2014 je imela poslance v Državnem zboru Republike Slovenije:
| Volitve | Št. glasov | %     | +/–        | Sedeži  | +/–        | Mesto | Vlada                                       |
| ------- | ---------- | ----- | ---------- | ------- | ---------- | ----- | ------------------------------------------- |
| 1992    | 103.300    | 8,69  | Stagnacija | 10 / 90 | Stagnacija | 5.    | Opozicija                                   |
| 1996    | 207.186    | 19,38 | 10,69      | 19 / 90 | 9          | 2.    | Koalicija                                   |
| 2000    | 102.691    | 9,54  | 9,84       | 9 / 90  | 10         | 4.a   | Koalicija                                   |
| 2004    | 66.032     | 6,82  | 2,72       | 6 / 90  | 3          | 5.    | Koalicija                                   |
| 2008    | 54.809     | 5,21  | 1,81       | 5 / 90  | 1          | 6.b   | Opozicija                                   |
| 2011    | 75.311     | 6,83  | 1,62       | 6 / 90  | 1          | 6.    | Koalicija (2012-2013) Opozicija (2013-2014) |
| 2014    | 34.548     | 3,95  | 2,88       | 0 / 90  | 6          | 8.    | –                                           |
| 2018    | 23.329     | 2,62  | 1,33       | 0 / 90  | 0          | 10.   | –                                           |
| 2022    | 40.612     | 3,41  | 0,79       | 0 / 90  | 0          | 7.c   | –                                           |

^a  Stranka se je na volitve podala na skupni listi SLS+SKD.
^b  Stranka se je na volitve podala na skupni listi SLS+SMS.
^c  Stranka se je na volitve podala na skupni listi Povežimo Slovenijo.

#### Volitve v Državni zbor RS 1992
Na državnozborskih volitvah, ki so potekale 6. decembra 1992, je stranka osvojila 10 poslanskih mest. Poslanci so postali: Metka Karner-Lukač, Mihaela Logar, Zoran Madon, Alojz Metelko, Janez Podobnik, Marjan Podobnik, Franc Potočnik, Žarko Pregelj, Ludvik Toplak in Franc Zagožen.
Štefan Matuš je 15. februarja 1993 pristopil k poslanski skupini SLS, pred tem je bil nepovezani poslanec, še prej pa član SNS. Prav tako je k SLS pristopila Irena Oman in sicer  7. marca 1995.
Po odstopu Ludvika Toplaka, ki je bil imenovan za rektorja Univerze v Mariboru je njegovo mesto 25. februarja 1994 zasedel Janez Vindiš, ki pa je 9. septembra 1996 prestopil k SKD.

#### Volitve v Državni zbor RS 1996
Na državnozborskih volitvah, ki so potekale 10. novembra 1996, je stranka osvojila 19 poslanskih mest. Poslanci so postali: Josip Bajc, Stanislav Brenčič, Andrej Fabjan, Leon Gostiša, Peter Hrastelj, Franc Kangler, Štefan Klinc, Janez Kramberger, Jože Možgan, Darinka Mravljak, Janez Per, Janez Podobnik, Franc Potočnik, Jakob Presečnik, Franc Rokavec, Branko Tomažič, Vili Trofenik, Alojz Vesenjak in Franc Zagožen.
Vodja poslanske skupine je bil Franc Zagožen.

#### Volitve v Državni zbor RS 2000
Na državnozborskih volitvah, ki so potekale 15. oktobra 2000, je stranka (takrat SLS+SKD) osvojila 9 poslanskih mest. Poslanci so postali: Ivan Božič, Stanislav Brenčič, Andrej Fabjan, Franc Kangler, Janez Kramberger, Jurij Malovrh, Janez Podobnik, Franc Rokavec in Vili Trofenik.
Vodja poslanske skupine je bil Janez Podobnik.

#### Volitve  v Državni zbor RS 2004
Na državnozborskih volitvah, ki so potekale 3 oktobra 2004, je stranka osvojila 7 poslanskih mest. Poslanci so postali: Josip Bajc, Stanislav Brenčič, Kristijan Janc, Franc Kangler, Janez Kramberger, Jakob Presečnik in Mihael Prevc.
Andrej Fabjan je julija 2008 nadomestil umrlega Kristijana Janca.

#### Volitve v Državni zbor RS 2008
Na državnozborskih volitvah, ki so potekale 21. septembra 2008, je stranka osvojila 5 poslanskih mest. Poslanci so postali: Franc Bogovič, Gvido Kres, Jakob Presečnik, Janez Ribič in Radovan Žerjav.
Franc Pukšič je po izstopu iz SDS pristopil k poslanski skupini SLS.

#### Volitve v Državni zbor RS 2011
Na predčasnih državnozborskih volitvah, ki so potekale 4. decembra 2011, je stranka osvojila 6 poslanskih mest. Poslanci so postali: Mihael Prevc, Jakob Presečnik, Franc Bogovič, Janez Ribič, Franc Pukšič in Radovan Žerjav.
Jasmina Opec je na poslanskem mestu nadomestila Radovana Žerjava, ki je postal minister za gospodarski razvoj in tehnologijo.

#### Volitve v Državni zbor RS 2014
Na predčasnih državnozborskih volitvah, ki so potekale 13. julija 2014, je SLS za las zgrešila parlamentarni prag in izpadla iz parlamenta.

#### Volitve v Državni zbor RS 2018
Na predčasnih državnozborskih volitvah, ki so potekale 3. junija 2018 je stranka znova ostala pred parlamentarnim pragom. Slab rezultat je botroval odstopu Marka Zidanška z mesta predsednika stranke.

#### Volitve v Državni zbor RS 2022
Na državnozborskih volitvah, ki so potekale 24. aprila 2022 je stranka nastopila skupaj s štirimi strankami v koaliciji Povežimo Slovenijo. Ta se s 3,41 %  glasov ni uvrstila v parlament, posledično je takratni predsednik stranke Marjan Podobnik napovedal, da se na kongresu meseca julija ne bo potegoval za še en mandat. Novi predsednik je postal Marko Balažic, podpredsedniki pa Kaja Galič, Marko Cigler, Mihaela Rožej.

### Evropske volitve
| Volitve | Št. glasov | %     | +/–        | Sedeži | +/–        | Mesto |
| ------- | ---------- | ----- | ---------- | ------ | ---------- | ----- |
| 2004    | 36.662     | 8,41  | Stagnacija | 0 / 7  | Stagnacija | 5.    |
| 2009    | 16.601     | 3,58  | 4,83       | 0 / 8  | 0          | 7.    |
| 2014    | 66.760     | 16,60 | 13,02      | 1 / 8  | 1          | 2.a   |
| 2019    | 126.534    | 26,25 | 9,65       | 1 / 8  | 0          | 1.b   |
| 2024    | 48.637     | 7,21  | 19,04      | 0 / 9  | 1          | 6.    |

^a  Stranka se je na volitve podala na skupni listi NSi+SLS.
^b  Stranka se je na volitve podala na skupni listi SDS+SLS.
|               | Mandatno obdobje | Mandatno obdobje | Mandatno obdobje | Mandatno obdobje | Mandatno obdobje |
| 2004–2009     | 2009–2014        | 2014–2019        | 2019–2024        | 2024–2029        |                  |
| ------------- | ---------------- | ---------------- | ---------------- | ---------------- | ---------------- |
| Franc Bogovič |                  |                  |                  |                  |                  |

#### Volitve v Evropski parlament 2004
Na prvih evropskih volitvah v Sloveniji je Slovenska ljudska stranka dobila 8,41 % glasov, s čimer se ni uvrstila v Evropski parlament.
1. Franc But
2. Bojan Šrot
3. Nataša Kavaš Puc
4. Andrej Umek
5. Nada Skuk
6. Berta Jereb
7. Janez Podobnik

#### Volitve v Evropski parlament 2009
Stranka je na volitvah dobila 3,58 % glasov in ni osvojila nobenega mandata v Evropskem parlamentu.
1. Ivan Žagar
2. Marta Ciraj
3. Marjan Senjur
4. Nada Skuk
5. Ciril Smrkolj
6. Marija Ribič
7. Janez Podobnik

#### Volitve v Evropski parlament 2014
Na volitve se je SLS podala na skupni listi z Novo Slovenijo. Skupna lista je prejela 16,60 % glasov in si zagotovila 2 poslanska mandata, iz kvote SLS je bil v Evropski parlament izvoljen Franc Bogovič.
1. Lojze Peterle
2. Aleš Hojs
3. Monika Kirbiš Rojs
4. Neža Pavlič
5. Vida Čadonič Špelič
6. Jakob Presečnik
7. Ljudmila Novak
8. Franc Bogovič

#### Volitve v Evropski parlament 2019
Stranka je na volitvah nastopila skupaj s Slovensko demokratsko stranko. Skupna lista strank je s 26,44 % osvojila prvo mesto in dobila tri mandate v Evropskem parlamentu, iz kvote SLS je bil to Franc Bogovič.
1. Milan Zver
2. Romana Tomc
3. Patricija Šulin
4. Franc Bogovič
5. Franc Kangler
6. Alenka Forte
7. Davorin Kopše
8. Alja Domjan

#### Volitve v Evropski parlament 2024
13. novembra 2023 je stranka SLS za nosilca svoje liste potrdila političnega komentatorja in profesorja fizike, Petra Gregorčiča, nekdaj tudi predsednika programskega sveta RTV Slovenija. Slogan se glasi Močna EU za vse.
Glavni odbor stranke je 4. aprila potrdil končno kandidatno listo in jo javnosti uradno predstavil 5. aprila. Predsednik stranke Marko Balažic je zasedel zadnje mesto, evroposlanec Franc Bogovič pa tretje mesto na listi. Vrstni red je bil uradno predstavljen 3. maja 2024, ko je stranka skupaj s preko 1000 podpisov podpore vložila predlog liste na DVK.
1. Peter Gregorčič
2. Nina Strah
3. Franc Bogovič
4. Sara Ahlin Doljak
5. Franc Pukšič
6. Mija Aleš
7. Aljaž Barlič
8. Kaja Galič
9. Marko Balažic.

Na volitvah 9. junija je stranka za las zgrešila preboj v Evropski parlament. Podprlo jo je 7,21 % oz. 48.637 volivcev, nosilec Peter Gregorčič se je z 32.251 preferenčnimi glasovi uvrstil na četrto mesto po številu preferenčnih glasov.

## Organi stranke
- Predsednica: Tina Bregant
- Podpredsedniki: Suzana Lara Krause, Marko Balažic, Mihaela Rožej
- Predsednik glavnega odbora: Velislav Žvipelj
- Mednarodni tajnik: /
- Vodja poslanske skupine: /

## Predsedniki stranke
- predsednik Slovenske kmečke zveze Ivan Oman (maj 1988–junij 1992)
- Marjan Podobnik (junij 1992–april 2000)
- Franc Zagožen (april 2000–marec 2001)
- Franc But (marec 2001–november 2003)
- Janez Podobnik (november 2003–november 2007)
- Bojan Šrot (november 2007–maj 2009)
- Radovan Žerjav (maj 2009–marec 2013)[50]
- Franc Bogovič (marec 2013–december 2014)
- Marko Zidanšek (december 2014–odstopil junija 2018) [51]
- Marjan Podobnik (oktober 2018–julij 2022)
- Marko Balažic (julij 2022–april 2025) [52]
- Tina Bregant (2025–)[53]